# John Brosnan
John Raymond Brosnan (7 października 1947 w Perth, zm. 11 kwietnia 2005 w Londynie) – australijski pisarz, autor beletrystyki, fantastyki oraz komiksów, a także krytyk filmowy.

## Pseudonimy
Swoją twórczość często podpisywał pseudonimami, zamiast własnym imieniem i nazwiskiem. Pod pseudonimem Harry Adam Knight napisał m.in. Gen (ang. Slimer), Carnosaur, Tunel (ang. Worm). Posługując się pseudonimem Simon Ian Childer, napisał wspólnie z Royem Kettle’em książkę Tendrils.

## Życiorys
Urodził się 7 października 1947 w Perth. W 1970 roku przeprowadził się do Londynu.
W 1993 roku, po premierze Parku Jurajskiego, Brosnan obawiał się, że będzie mu się stawiać zarzuty o plagiat wobec powieści Carnosaur, mimo że ta powstała sześć lat wcześniej. W filmie pojawiły się sceny podobne do tych opisanych w powieści Brosnana.
11 kwietnia 2005 znaleziono go martwego w mieszkaniu w South Harrow w północno-zachodnim Londynie, po tym jak jego przyjaciele martwili się jego nieobecnością w czasie Wielkanocy. Zmarł prawdopodobnie kilka dni wcześniej we śnie z powodu ostrego zapalenia trzustki. Wcześniej zmagał się z depresją i nadużywał alkoholu.

## Twórczość
Napisał ok. 23 powieści, a na podstawie trzech z nich powstały filmy: Beyond Bedlam (znany również jako Nightscare), Proteusz i Carnosaur.
W 1988 roku ukazała się pierwsza część trylogii Władców niebios (ang. The Sky Lords). Po roku ukazała się jej kontynuacja – Wojna władców niebios (ang. War of the Sky Lords), a w roku 1991 ostatnia część Upadek władców niebios (ang. The Fall of the Sky Lords). W Polsce Władcy Niebios zostali wydani po raz pierwszy w 1995 roku przez wydawnictwo Prószyński i S-ka.
Był stałym felietonistą brytyjskiego magazynu Starburst, a także komiksu 2000 AD.
Jego książki Future Tense (1978) i jej rozszerzona wersja – The Primal Screen (1991) – były określane osobistymi podróżami przez nieprzemijającą pasję autora.